# دانشگاه ایالتی فریس

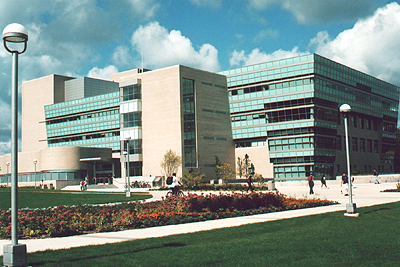

دانشگاه ایالتی فریس (FSU یا Ferris) یک دانشگاه دولتی است که پردیس اصلی آن در بیگ‌رپیدز، میشیگان است. این دانشگاه در سال ۱۸۸۴ به عنوان مدرسه صنعتی بیگ رپیدز توسط وودبریج ناتان فریس، معلمی از شهرستان تیوگا، نیویورک، که بعداً به عنوان فرماندار ایالت میشیگان و سرانجام در سنای ایالات متحده خدمت کرد، تأسیس شد. این تنها دانشگاه دولتی در میشیگان است که توسط یک فرد تأسیس شده‌است.